# Harold Mahony

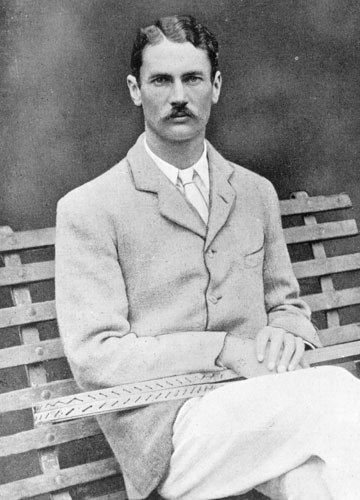

Harold Segerson Mahony (Edimburgo, Reino Unido, 13 de febrero de 1867-27 de junio de 1905) fue un tenista irlandés, ganador del campeonato de Wimbledon en 1896.
Su padre fue un prominente abogado y terrateniente irlandés. Su familia tenía una residencia en Escocia, pero pasaban la mayor parte del tiempo en Dromore Castle, en el condado de Kerry, Irlanda. Segerson entrenó en una pista de tenis especialmente construida para él en Dromore.
Mahony debutó en Wimbledon en 1890, edición en la que no pasó de la primera ronda. En 1891 y en 1892 alcanzó las semifinales y en 1893 la final. Mahony pasó la mayor parte del tiempo a mediados de los años 1890 en América, antes de volver a Inglaterra para ganar en Wimbledon en 1896 derrotando en la final al británico Wilfred Baddeley por 6-2, 6-8, 5-7, 8-6, 6-3.
En los Juegos Olímpicos de 1900 celebrados en París (Francia) consiguió la medalla de plata en tenis en la categoría individual masculina y bronce en la categoría de dobles.
Mahony destacó por su buen revés, mientras que su compañero George Hillyard, escribió sobre su derecha que "nunca aprendió la técnica para golpear a la pelota con la mano derecha".
Mahony falleció a los 37 años de edad en un accidente de bicicleta en Kerry.

## Registro delGrand Slam

### Wimbledon
- Vencedor individual: 1896: derrotando a W Baddeley, 6-2, 6-8, 5-7, 8-6, 6-3